# Xoán Froylaz Marinus
Xoan Froylaz Marinus (? - c. 1250) fue un caballero medieval de Galicia y el Reino de Portugal, donde fue señor de la Domus Fortis, denominada Torre de los Mariños o Torres do Martelo (que sería herencia de otro de sus célebres descendientes, Payo Gómez Chariño) ubicada en la feligresía de São Martinho de Alvaredo, cerca a Galicia, en jurisdicción de Valladares. Vivió en las tierras de Valladares donde ejerció el cargo de gobernador por orden real. Conde y Duque de Valladares, Conde de Alfavarra cuando se convirtió en par del nuevo reino portugués.

## Familia
Hijo de Don Froylaz, duque y conde (1170 -?) y de la Sirena Marinha (Marina Marinha, c. 1170 -?) casó con Elvira Ordóñez de Bóvida (Bóveda, 1220 -?), hija de García Ordonhes de Bóvida, señor de Bóveda:
- Paio Eans Mariño (1210 -?) casó con Maior Fernández Turrichão,
- Gonzalo Eans Mariño (1220 -?) casó con Teresa Fernández,
- Pedro Eans Mariño (1250 -?) casó dos veces, la primera con Sancha Vasques Sarraza y la segunda con Teresa Pires Mourão,
- Marti Eans Mariño (1230 -?),
- Xoan Eans Mariño.
- Xoan II Eans Mariño.
- Osorio Eans Mariño.
- Sancha Eans Mariño.
- Arina Eans Mariño.

Los genealogistas coinciden en que era miembro de la poderosa casa de Traba aunque los documentos y testamentos lo hacen hijo de Don Fernando Pérez de Traba y de Sancha González de Lara.

## Dignidades
José da Costa Felqueiras Gayo, lo hace 11o maestre de la Orden de Avis y 8º Maestre de la Orden de Cristo. Caballero de la Orden del Temple y de Alcántara.
En el Nobiliario de Familias de Portugal, se dice que Xoan Froylaz Mariño, era Montero Mayor del Rey e hijo de Froylaz, caballero venido a Galicia con Don Mendo caballero medieval llegado de Francia. Situación que se cae por su propio peso; ya que, el dicho Don Mendo aparece relacionado en la conquista de Coímbra muchísimos años antes.
Don Mendo, está históricamente identificado con Don Hermenegildo Gutiérrez El Grande, Conde de Coímbra y Duque de Portugal, ilustre figura del siglo IX y antepasado de los Traba y los Mariño a través de su hijo Don Gutierre Menende, Conde de Coímbra y Duque de Portugal.